# Eiphosoma pyralidis
Eiphosoma pyralidis är en stekelart som beskrevs av William Harris Ashmead 1896. Eiphosoma pyralidis ingår i släktet Eiphosoma och familjen brokparasitsteklar. Inga underarter finns listade i Catalogue of Life.